# Dům čp. 107 (Štramberk)
Dům čp. 107 stojí na ulici Kopec ve Štramberku v okrese Nový Jičín. Zděný dům byl postaven na konci 18. století. Ministerstvem kultury České republiky byl v roce 1995 prohlášen kulturní památkou ČR a je součástí městské památkové rezervace.

## Historie
Podle urbáře z roku 1558 na náměstí bylo postaveno původně 22 domů s dřevěným podloubím, kterým bylo přiznáno šenkovní právo a sedm usedlých na předměstí. Uprostřed náměstí stál pivovar. V roce 1614 je uváděno 28 hospodářů, fara, kostel, škola a za hradbami 19 domů. Za panování jezuitů bylo v roce 1656 uváděno 53 domů. První zděný dům čp. 10 byl postaven na náměstí v roce 1799. V roce 1855 postihl Štramberk požár, při něm shořelo na 40 domů a dvě stodoly. V třicátých letech 19. století stálo nedaleko náměstí ještě dvanáct dřevěných domů. Dům čp. 107 byl postaven na konci 18. století. V první polovině 19. století byl přestavěn v empírovém stylu. Ve 20. století byly provedeny dílčí úpravy domu. V roce 2017 byly provedeny dřevěného stropu.Částka na opravu ve výši 218 000 Kč byla podpořena z rozpočtu Mnisterstva kultury ČR v rámci Programu regenerace MPR a MPZ v roce 2017. Objekt je typickým příkladem prvních přestaveb roubených domů na počátku 19. století.

## Stavební podoba
Dům je přízemní zděná omítaná stavba obdélníkového půdorysu orientovaný podélnou okapovou stranou k ulici a kolmo do svahu. Je postaven na vysoké kamenné podezdívce, která vyrovnává svahovou nerovnost. V podezdívce jsou sklepní prostory s valenou klenbou. Přízemí ve štítové straně je dvojosé s ustoupeným nárožím s polosloupy a profilovanou hlavní římsou. Okna byla při opravách nahrazena nedělenými bez šambrán. Střecha je sedlová krytá plechovými šablonami. Zděné štíty mají dvě okna. V interiéru se dochoval trámový strop a klenby. K domu se přimyká v uliční části pozůstatek kamenné zdi se vstupem s půlkulatým záklenkem.